# Żółtobrzuchy (określenie)
Żółtobrzuchy – określenie używane na terenie powiatu sandomierskiego w stosunku do mieszkańców prawego brzegu Wisły, szczególnie Tarnobrzega. Pochodzenie określenia związane jest z okresem zaborów oraz I wojną światową. Sandomierz i Tarnobrzeg były miastami granicznymi dwóch wrogich potęg: carskiej Rosji (Królestwo Kongresowe) i cesarsko-królewskich Austro-Węgier (Galicja). Tarnobrzeżanie wcieleni do armii austriackiej nosili charakterystyczne żółte stroje. W czasach późniejszych, po odzyskaniu niepodległości, terminologia ta przetrwała i używana jest do dziś. Współcześnie określenie to ma charakter żartobliwy bądź pejoratywny w mowie potocznej oraz na forach internetowych. Termin ten używany może być, kiedy pragnie się podkreślić niegospodarność tarnobrzeżan i biedę wynikającą ze zdecydowanie gorszych gleb ziem powiatu tarnobrzeskiego w porównaniu do ziem Sandomierszczyzny. Dla przeciwwagi, mieszkańcy Tarnobrzega i okolic używają terminu parasole, który ma podobne znaczenie i pochodzenie, tyle, że względem ludności Sandomierza i okolic.
Termin ten niesłusznie utożsamiany może być z zakładami wydobycia siarki lub klubem piłkarskim Siarka Tarnobrzeg, szczególnie w kontekście charakterystycznych żółtych koszulek klubowych. Tłumaczenie takie podawane jest głównie przez osoby spoza regionu tych dwóch powiatów, nieznających historycznych konotacji tych terminów.
Przykłady użycia terminu "żółtobrzuchy": Tarnobrzeg.info, Goldenline.pl oraz „Tygodnik Nadwiślański", nr 1500 z 11 lutego 2010 r., str. 5.

## Źródła
- Gość Sandomierski, Ciastko kontra ciastko